# Нимейри, Джафар Мухаммед
Джафа́р Муха́ммед Ниме́йри (1 января 1930, Вад Нубави, Омдурман, Англо-Египетский Судан — 30 мая 2009, Хартум, Судан) — глава Судана (в 1969—1985 годах). Председатель Революционного совета Судана (25 мая 1969 — 19 июля 1971 и 22 июля — 12 октября 1971). Президент Судана (12 октября 1971 — 6 апреля 1985 года). Маршал (1979).

## Биография
Родился в районе Вад Нобави в городе Омдурман. Выходец из семьи представителей среднего класса, сын чиновника, служившего в Омдурмане. Получил среднее образование в Хантубе, в 1952 году окончил суданский военный колледж. В период Октябрьской революции 1964 года командовал батальоном в Хартуме и перешёл на сторону восставших. Позднее продолжал военное обучение в ФРГ и США (получил диплом магистра военных наук). Один из лидеров созданной около 1964 года подпольной армейской организации «Свободные офицеры». 25 мая 1969 года Нимейри возглавил группу офицеров, осуществивших государственный переворот. В 1969—1971 годах Нимейри — председатель Революционного совета, премьер-министр, главнокомандующий вооружёнными силами.
В июле 1971 года на несколько дней был отстранён от власти в результате попытки коммунистического переворота.
С октября 1971 года — президент Демократической республики Судан, премьер-министр; с января 1972 года также председатель и генеральный секретарь Суданского социалистического союза.

## Правление (1969—1985)
25 мая 1969 года в Судане произошёл военный переворот — генерал Джафар Нимейри вместе с четырьмя другими офицерами сверг правительство Исмаила аль-Азхари. Нимейри в 1969 году стал председателем Революционного совета (РС). Затем он стал президентом (в 1971 году) и одновременно премьер-министром страны.
При Нимейри Судан провозгласил левый курс, осудил империализм, поддержал СССР, для которого на карте Африки появилось «ещё одно прогрессивное государство». Нимейри поначалу даже ввёл коммунистов в правительство (например Фарука Абу Иссу).
К концу 1969 года СССР начал оказывать военную помощь Судану примерно на сумму от 65 до 130 млн долл. (16 истребителей МИГ-21, танки, БТР, транспорт). Советская печать («Правда» от 5.11.69) начала обосновывать важность геостратегического положения Судана. Однако уже к концу 1970 года отношения Нимейри с коммунистами резко ухудшились, и он удалил их из правительства. Летом 1971 года в стране произошла серия переворотов-контрпереворотов с участием коммунистов, что заставило Нимейри жестоко расправиться с ними и казнить их генерального секретаря Абд аль-Халика Махджуба, а также других видных коммунистов (в том числе Шафиа Ахмеда аш-Шейха и Джозефа Гаранга). Отношения с Москвой натянулись, и суданский лидер стал больше блокироваться с президентом Египта Анваром Садатом.

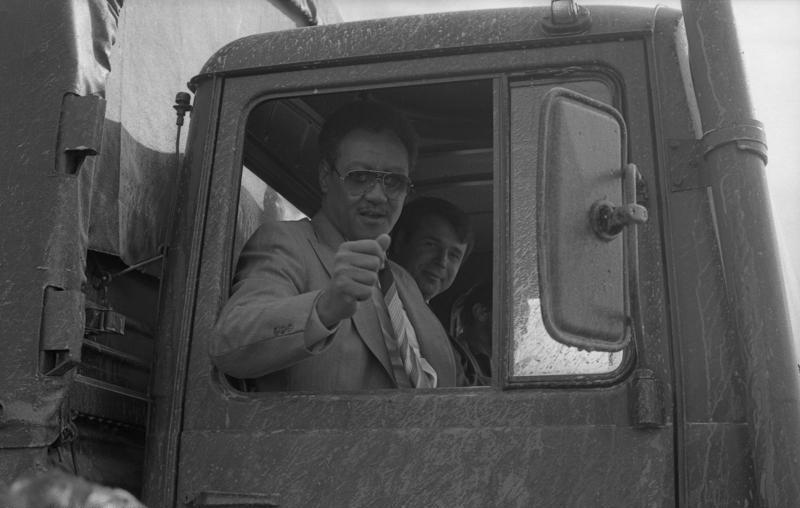
Нимейри в 1978 году.

С 1972 года — председатель Суданского социалистического союза, правящей и единственной легальной политической партии Демократической Республики Судан.
Возросшее влияние ислама в Судане 1970—1980-х годов оказало воздействие на политику Нимейри, который поначалу опирался на суданскую коммунистическую партию и проповедовал светскую концепцию «арабского социализма». Под давлением объединившихся антимарксистских сил Нимейри был вынужден изменить политику, провозгласив ислам приоритетным во всех сферах жизни.

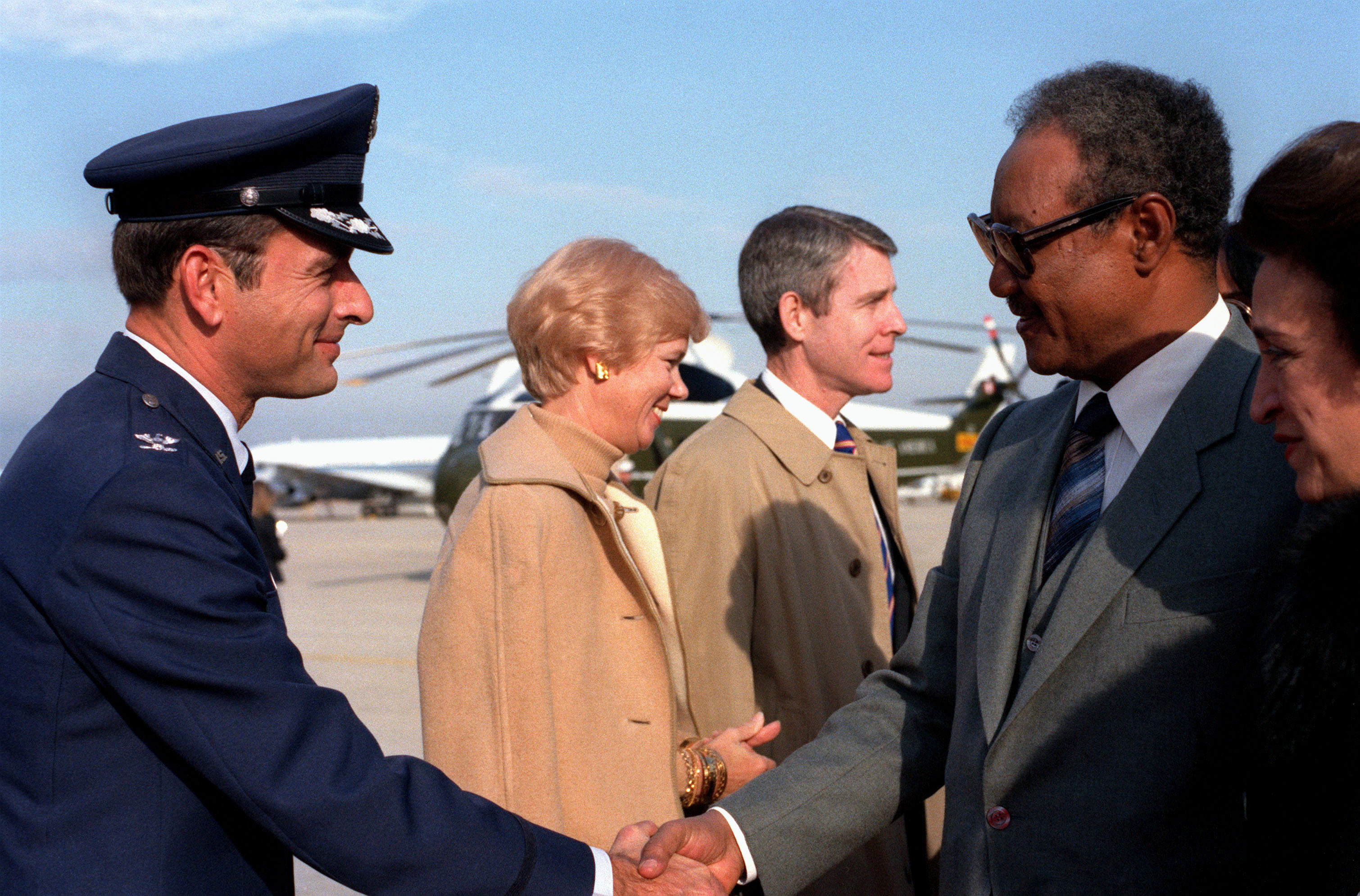
Прибытие Нимейри (справа) в США с официальным визитом, 1983 год

8 сентября 1983 года Нимейри объявил Судан исламской республикой и обнародовал официальный декрет о введении шариатского права. С этого времени и до апреля 1985 года Нимейри осуществлял в Судане собственную «исламскую революцию», то есть вводил мусульманские законы, суды, формы наказания, налоги. Средства массовой информации подчёркивали его набожность, контакты с суфийскими братствами, заботу о строительстве мечетей. Нимейри ввёл в правительство активистов организации «Братья-мусульмане». Радикализация исламистов была связана и с возросшей ролью ислама в мире и с лозунгами победившей в Иране «исламской революции».
В апреле 1985 года, во время официального визита Нимейри в США, в результате бескровного военного переворота режим Нимейри был свергнут политическими противниками из Национального фронта, не одобрявшими попытки тотальной исламизации Судана.

## После свержения
После свержения Нимейри получил политическое убежище в Египте, президентом которого несколькими годами ранее стал Хосни Мубарак. В Египте Нимейри проживал 14 лет, с 1985 по 1999 год.
22 мая 1999 года вернулся в Судан. Своё решение Нимейри объяснил тем, что правительство страны сделало шаг в сторону политического плюрализма. В виду имелось обещание военного режима президента Омара аль-Башира восстановить систему многопартийности. Возвращение было торжественно оформлено. За Нимейри был отправлен правительственный самолёт, а среди встречавших в аэропорту находился министр по делам президента Бакри Хассан Салех. Из аэропорта Нимейри на бронированном лимузине под охраной агентов службы безопасности был доставлен в одну из государственных резиденций.
Скончался 30 мая 2009 года в возрасте 79 лет.